# Roman Ogaza
Roman Ogaza (17. listopadu 1952, Katovice - 5. března 2006, Forbach) byl polský fotbalista, útočník

## Fotbalová kariéra
Začínal v týmu Górnik Zabrze. V polské nejvyšší soutěži hrál za Górnik Zabrze, Szombierki Bytom a GKS Tychy. Dále hrál ve francouzské Ligue 1 za RC Lens. Kariéru končil v nižších francouzských soutěžích. Se Szombierki Bytom vyhrál polskou ligu a s Górnikem Zabrze polský fotbalový pohár. V Poháru mistrů evropských zemí nastoupil ve 4 utkáních a dal 1 gól a v Poháru UEFA nastoupil v 7 utkáních a dal 3 góly. Za reprezentaci Polska nastoupil v letech 1974-1981 ve 21 utkáních a dal 6 gólů. V roce 1976 byl členem stříbrného polského týmu na olympiádě, nastoupil v 1 utkání.

## Ligová bilance
| Ročník                 | Zápasy | Góly | Klub             |
| ---------------------- | ------ | ---- | ---------------- |
| Ekstraklasa 1969/70    | 1      | 0    | Górnik Zabrze    |
| Ekstraklasa 1970/71    | 18     | 3    | Szombierki Bytom |
| Ekstraklasa 1971/72    | 25     | 6    | Szombierki Bytom |
| 2. polská liga 1972/73 | -      | -    | Szombierki Bytom |
| Ekstraklasa 1973/74    | 28     | 9    | Szombierki Bytom |
| Ekstraklasa 1974/75    | 30     | 7    | Szombierki Bytom |
| Ekstraklasa 1975/76    | 30     | 15   | GKS Tychy        |
| Ekstraklasa 1976/77    | 30     | 10   | GKS Tychy        |
| 2. polská liga 1977/78 | -      | 12   | GKS Tychy        |
| Ekstraklasa 1978/79    | 28     | 13   | Szombierki Bytom |
| Ekstraklasa 1979/80    | 28     | 12   | Szombierki Bytom |
| Ekstraklasa 1980/81    | 30     | 14   | Szombierki Bytom |
| Ekstraklasa 1981/82    | 28     | 7    | Szombierki Bytom |
| Ligue 1 1982/83        | 38     | 8    | RC Lens          |
| Ligue 1 1983/84        | 25     | 7    | RC Lens          |
| Ligue 2 1984/85        | 26     | 5    | Olympique Alès   |
| Ligue 2 1985/86        | 4      | 0    | Olympique Alès   |
| CELKEM 1. liga         | 301    | 111  |                  |